# Теле (озеро)
Озеро Теле ( фр. Lac Télé ) — прісноводне озеро в окрузі Епена, Республіка Конго .

## Опис
З озера немає значних втоків і витоків. Вода озера Теле каламутна, з високим вмістом органічних речовин, кисла (pH < 4). Заболочені ліси навколо озера ще повністю не вивчені.

## Легенди
Озеро Теле є найвідомішим домом для Mokèlé-mbèmbé (нібито великої неідентифікованої рептилоїдної істоти), а також нібито місцем, де пігмеї вбили та з’їли одну з таких істот приблизно в 1959 році.
У книзі 1996 року "Подорож до Конго" британського письменника-мандрівника Редмонда О'Генлона досить детально описує свою подорож через Конго до озера Теле в пошуках Мокеле-мбембе, а також дає багатий опис місцевої фауни, флори та конголезьких культурних звичаїв і відносини з корінними пігмеями.

## Екологія
Територія навколо озера переважно заболочена, і входить дозаповідника Коммунаутір дю Лак-Теле/Лікуала-о-Ерб. Озеро отримало статус Рамсарське угіддя з 18 липня 1998 року.
Дослідження, проведені Товариством охорони дикої природи в 2006 і 2007 роках, виявили, що понад 100 000 раніше незареєстрованих горил живуть у болотистих лісах заповідника Lake Tele Community і в сусідніх лісах Marantaceae (засушливих) у Республіці Конго.